# Teenage Mutant Ninja Turtles (IDW Publishing)
Teenage Mutant Ninja Turtles är en amerikansk serietidning, publicerad av IDW Publishing och startad i augusti 2011. Den var ännu i november 2011 den enda samtida publicerade Turtlesserien, och den första nya versionen av Turtles sedan varumärket såldes till Nickelodeon i oktober 2009. 
Seriens skaparteam består av Kevin Eastman, som arbetar med handlingen och sidlayout, samt Tom Waltz som står för manuskript; och Dan Duncan, som behandlar färdiga teckningar. 

## Handling
Serien ger ny bakgrund till sköldpaddorna, samt figurer som April O'Neil, Krang och Casey Jones. Dessutom introduceras nya figurer, som kattmutanten Old Hob. Andra berömda Turtlesfigurer, som Shredder, medverkar inte i första numret. Precis som i de ursprungliga Mirageserierna bär alla sköldpaddor röd bandana, dock bara till femte numret.

### Fotnoter
1. ↑  ”Teenage Mutant Ninja Turtles #1” (på engelska). Comicvine. 1 augusti 2011. http://www.comicvine.com/teenage-mutant-ninja-turtles-1/4000-288545/. Läst 26 november 2015.